# はばタン
はばタン（2003年1月17日 - ）は、のじぎく兵庫国体・のじぎく兵庫大会の大会マスコットであり、大会終了後2007年4月より、兵庫県のマスコットである。
フェニックスをモチーフにしたキャラクターである。スポーツ万能な男の子という設定。現在は、「ひょうご観光大使」「ひょうご農（みのり）大使」など多様な分野で県政をアピールしている。

## 誕生の経緯
阪神・淡路大震災発生から8年後にあたる2003年1月17日が誕生日とされている。
2002年9月9日、第61回国民体育大会兵庫県準備委員会は、マスコットキャラクターを公募することを発表した。
2003年1月27日、応募総数3,069点の中から神戸市在住のデザイナー、JUNBOw（本名：金成俊（キム・ソンジュン））のデザインが採用され表彰式が行われた。
同日、キャラクター名（愛称）を公募することを発表した。2003年3月26日、応募総数24,143件（12,044種類）の中から赤穂市在住の小学5年生（当時）の命名が採用され「命名式」が行われた。
2004年4月6日には「はばタン」をモチーフとした国体キャンペーンソング「はばタンカーニバル」が発表された。
兵庫国体の女性キャンペーンスタッフ10名は「はばタンレディ」と呼ばれ、はばタンダンスの指導などにも当たっている。
友達に、とさかが緑色でちょっと細身の「ぱなタン」と、とさかがオレンジ色でちょっとふくよかな「ぷくタン」がいる（2004年4月21日に名称決定）。

## PR活動
プロ野球や都市対抗野球での井戸敏三兵庫県知事、石見利勝姫路市長による始球式に応援ゲストとして登場したり、同年7月3日の兵庫県知事選挙で投票した人にはばタンのステッカーが贈られたりといったPRが行われた。2006年6月25日に神戸市内で「国体100日前イベント」が開催され、三宮センター街にてはばタン43体のパレードが行なわれた。
尼崎市交通局（当時）のバス車両（2006年3月14日〜10月14日）やJR姫新線のディーゼルカー（2006年5月から1年契約にてラッピングの上で1年間のみ運行の予定であったが、その後も姫新線電化促進運動の一環として、2012年まで運行）やそれに播磨新宮駅で接続する神姫バスの山崎-新宮駅間の快速バスなど、県内の交通機関にもラッピングされていた。
国体終了後の2006年11月に行われた尼崎市長選挙においては、選挙管理委員会が投票率向上のためのPRを目的にマスコットとして採用。めいすいくんとともに投票日まで啓発活動を行った。
2009年4〜6月の『あいたい兵庫デスティネーションキャンペーン』のキャラクターとしても活躍し、ロゴマークのはばタンは新たにデザインし直されたものである。

## 兵庫県内での人気
丸っこく愛嬌のあるデザインから、兵庫県内では、子供たちを中心に圧倒的な人気を博している。人気のあまりイベント等で使用する県所有の着ぐるみが不足していたほどで、現在では自治体ごとに所有しているケースも多い。国体開催前の時点で総数80体を超えていることからもその人気が窺える。人気の高まりを受けて、2005年6月から、はばタンの着ぐるみは民間団体にも貸し出されるようになった。
豊岡市でははばタン人気にあやかり、国体とともに同市の魅力もPRしようと、「ご当地はばタン」を作成している。コウノトリに運ばれたり、特産のシルクを身に着けたはばタンなどが描かれている。
国体開催前は、はばタンの人気だけが独り歩きしていて、国体の認知度が低かった。事実、猪名川町の国体のWebページでは「決して、ひよこと呼ばないでください」と呼びかけているほどであった。また、はばタンの誕生の異説として、「ひょうご」から「ひよこ」を導き、県の南北が海に面していることから港を意味するharborを導いているという都市伝説が生まれた。
はばタンのあまりの人気ぶりを受けて、井戸敏三兵庫県知事は記者会見で、はばタンを大会終了後は県のマスコットにする可能性があることと、これについて県民から意見を聴く必要があることを表明した。この結果、2007年4月1日に兵庫県広報課の県政PRのマスコットに就任した。
2006年10月11日に兵庫県は「はばタン」を環境施策のキャラクターにすることを決定し、また同年11月20日には「ひょうご観光大使」にも任命された。

## はばタンカーニバル
はばタンカーニバルは、のじぎく兵庫国体のキャンペーンソングとして、2004年4月6日に発表された楽曲。当時、1万枚のCDがプレスされ、 学校や各種団体に配布された。同時に県の公式サイトで着メロが配信された。
楽曲のJASRAC登録を行わず、また著作権フリーという扱いになっている。
同年7月16日には本曲を使った踊り「はばタンダンス」が発表された。
2008年5月21日にはドワンゴから着うた・着うたフル・着メロが配信された。
- 作詞・作曲：山本茂之（のじぎく国体局職員）[14]
- 編曲：パパダイスケ[14]
- 歌：こいみどり（神戸在住のアーティスト）[14]

## エピソード
- 2006年高校野球の夏の甲子園の優勝投手となった早稲田実業の斎藤佑樹投手はハンカチ王子のニックネームで知られるが、兵庫国体での試合でも青いハンカチを持って試合に臨んでいる。なおこの時のハンカチははばタンの刺繍が入ったもので、試合前に球場前の売店で購入したものである。
- 日本郵政公社近畿支社は、国体の記念切手の図案にはばタンを採用した[17]。これまで国体の記念切手の意匠は競技や競技場が多かったが、マスコットは初めてである。また、各地の競技会場に設けられる集配郵便局の臨時出張所でははばタンが意匠された小型記念通信日付印（消印；記念印）が用いられる。[18]
- 2007年4月から、はばタンを主人公とした兵庫県政番組「はばタン便」がサンテレビで放送されている（単独番組としては2008年3月に終了。2008年4月以後は「週刊ひょうご夢情報」に内包）。
- 2015年12月31日、関ジャニ∞の応援で、NHK紅白歌合戦に初出場した[19]。
- 兵庫県は、2016年4月に発生した熊本地震の被災地を支援するため、はばタンと熊本県のイメージキャラクターであるくまモンとを組み合わせたデザインを発表したが、はばタンとくまモンとが抱き合い頬擦りしているデザインとなっていることが、熊本県が定める「他のキャラクターと抱き合ったり握手したりするなどしている表現はできない」との利用規定に違反していることが明らかとなり、同年5月2日までに使用を取り止めた。兵庫県によると、使用を停止したデザインは、はばタンがくまモンに頬ずりしている図柄。はばタンの原作者が考案した。4月22日に兵庫県が熊本県に使用を申請。3日後に電話で募金活動などに限っての使用許可を得た。5月2日になり、デザインを確認した熊本県からの連絡で違反が発覚した。兵庫県は「利用申請が数千件あり、確認に時間がかかったようだ」と話している[20]。くまモンの件について、原作者がツイッターでお詫びの声明を発表している[21]。
- 2012年に兵庫県の非公認ご当地キャラクター（「わるタンプロジェクト[22]」マスコット）として、はばタンと似て色が黒い「わるタン」が制作された。デザイナーははばタンと同じJUNBOwである[23]。
- 2019年コロナウイルス感染症対策で外出自粛による運動不足を防ぐため、はばタンダンスがFacebookでPRされている。

### 公式サイト
- のじぎく兵庫国体
  - 「はばタン」プロフィール紹介
  - はばタンダンス
- のじぎく兵庫大会
- CHUNYOHADA-MARK（デザイナー・JUNBOw(金成俊)）
- 曲「はばタンカーニバル」
- 兵庫県マスコット「はばタン」です!
- はばタンなび（兵庫県広報課）

### ニュース関連
- マスコット「はばタン」受難続き　兵庫国体
- はばタン増殖中　国体マスコット、出演依頼が殺到
- 「はばタン」大人気　貸し出しの着ぐるみ追加導入
- ご当地はばタン、豊岡の魅力PR
- はばタン続投、〝兵庫の顔〟に　幼児に環境施策をPR

以上の記事は神戸新聞社から。

### ブログ関連
- 「はばタン」の笑顔にありがとう！ - 「はばタン」と愉快な仲間達の応援ブログ
- はばタン選手300kg成功！ - 淡路高校WL部ログ
- てんこもり 兵庫県の播磨地域に特化した地域ブログポータル、「はばタンテンプレート」